# Джесси (История игрушек)
Джесси (англ. Jessie) — персонаж из мультипликационного фильма «История игрушек 2», «История игрушек 3» «История игрушек 4» и короткометражного мультфильма «Гавайские каникулы». По сюжету она очень редкая игрушка, смоделированная с персонажа из вымышленного телешоу Woody's Roundup, где были и Вуди с лошадью по кличке Булзай.
Во всех фильмах Джесси озвучивала Джоан Кьюсак. Песни озвучивала Сара МакЛаклан (в «Истории игрушек 2» — «When She Loved Me»).
Игрушка-Джесси появляется в «Корпорации монстров» как одна из игрушек Бу, которую та даёт Салли.
В 1999 году The Wall Street Journal назвал игрушку Джесси самой продаваемой в Рождество.
В октябре 2000 года Джесси получила награду «The Patsy Montana Entertainer Award» от National Cowgirl Museum and Hall of Fame.